# Leistungsdruck
Leistungsdruck bezeichnet in der Psychologie sowie der Soziologie einen emotionalen Zustand und ein Gefühl des Druckes beziehungsweise der psychischen Belastung, der sowohl durch soziale Leistungserwartungen als auch den Zwang zu hohen Leistungen vom sozialen Umfeld ausgelöst werden kann. Die Empfindung von Leistungsdruck kann durch äußere Erwartungen sowie Aussagen anderer Personen, aber auch aufgrund von Erwartungen sowie (Grund)-annahmen der eigenen Person entstehen.
Leistungsdruck entsteht mittlerweile in fast allen Bereichen des menschlichen und sozialen Lebens und ist eine Folge der sozialen Interaktion sowie der Leistungs- und Konsumgesellschaft. Er tritt hauptsächlich in der Arbeitsumgebung, während des familiären Zusammenlebens, der schulischen, sportlichen und musikalischen Laufbahn sowie in weiteren sozialen Umfeldern auf.

## Ursachen und Hintergründe
Bei vielen Menschen taucht Leistungsdruck in einer unmittelbaren Situation des Stresses auf, wo das eigene soziale Umfeld etwas von der eigenen Person erwartet oder wenn wichtige Aufgaben bzw. Termine und Meetings fällig sind. Auch kann Leistungsdruck in Wettkampf- und Prüfungssituationen  auftauchen, wo man sich häufig genötigt fühlt oder wird, bestimmte Fertigkeiten, Leistungen und Kompetenzen abzurufen. Bei manchen Menschen besteht der Druck aber auch über einen langen Zeitraum und ist chronisch, wenn zu hohe Ansprüche an sich selbst gestellt werden.
Ursachen für überzogene Ansprüche und Leistungsdruck liegen oft in der Kindheit. Erschöpfte und ängstliche Menschen können eigenen perfektionistischen Ansprüchen wiederum immer weniger gerecht werden, die Leistung lässt infolgedessen nach, und die Gefahr eines Teufelskreises steigt. Manche Menschen geraten so in eine sogenannte Erschöpfungsdepression. Wenn Versagensangst der Grund für den Leistungsdruck ist, kann dies manchmal auf Erfahrungen in der Kindheit zurückzuführen sein. Mangelnde Anerkennung oder Missachtung durch die Eltern beeinflusst Menschen oft bis ins hohe Erwachsenenalter.

## Folgen

### Somatische Folgen
Zu den häufigsten physischen bzw. somatischen Anzeichen und Folgen für zu hohen oder nicht gesunden Leistungsdruck gehören:
- Schwindel
- Ticks bzw. Ticsstörungen
- Kopfschmerzen
- Magenschmerzen und andere Verdauungsprobleme
- Herzrasen
- Durchblutungsstörungen
- Rückenschmerzen
- Muskelkrämpfe
- Verspannungen
- Atembeschwerden

### Psychische Folgen
Zu den häufigsten psychologischen Anzeichen und Folgen für zu hohen oder nicht gesunden Leistungsdruck gehören:
- Appetitlosigkeit
- Frustessen bzw. Binge-Eating
- Erschöpfung
- Schlaflosigkeit
- Lustlosigkeit
- Konzentrationsschwäche
- Reizbarkeit
- Chronische Unzufriedenheit
- Überforderung
- Suizidgedanken

Viele dieser Symptome und Anzeichen decken sich mit denen von depressiven Störungen und anderen psychischen Erkrankungen.